# Engbrandbæger
Engbrandbæger (Jacobaea vulgaris), ofte skrevet eng-brandbæger, er en 40-100 cm høj, urteagtig plante med en opret vækst. Planten er giftig for heste ved indtagelse. På nogle braklagte marker vokser den i store mængder, og kan især volde problemer, hvis man ensilerer markens vegetation til foder for kreaturer.

## Beskrivelse
Engbrandbæger er en to- eller flerårig, urteagtig plante med en stift opret vækst. Stænglen er furet og svagt håret. Bladene er spredtstillede og adskilles i de ovale grundblade og de omvendt ægformede, fjersnitdelte stængelblade. Oversiden er lyst græsgrøn, mens undersiden er grålig. Blomstringen foregår i juli-september, hvor man finder blomsterne i endestillede halvskærme. De enkelte blomsterhoveder er kurve, som består af udstående, gule randkroner og tæt pakkede, rørformede, gule skivekroner. Frugterne er nødder med en håragtig fnok.
Rodsystemet består af kødfulde, vandret krybende jordstængler og trævlede rødder.
Højde x bredde og årlig tilvækst: 1,00 x 0,50 m (100 x 50 cm/år).

## Hjemsted
Engbrandbæger er udbredt i Nordafrika, Mellemøsten, Kaukasus, Centralasien, Sibirien og i Europa, herunder i Danmark, hvor den er almindelig ved veje, på jernbaneskråninger, agerjord, skrænter og høje enge. Den er dog mindre udbredt i Sydvestjylland. Arten er naturaliseret i Argentina, New Zealand, Australien, Canada og USA. Overalt foretrækker den lysåbne voksesteder med en let fugtig jord, der er nogenlunde rig på næringsstoffer og kalk.
Langs Ozerejkafloden i nærheden af Sortehavet i Rusland findes lyse skove med arter af ene som dominerende planter. Stedet ligger i Utrish området, dvs. på Abrauhalvøen mellem Novorossijsk og Anapa på den russiske sortehavskyst. Her vokser arten sammen med bl.a. korsknap, Artemisia caucasica (en art af bynke), Astragalus fragrans (en art af astragel), Centaurea sterilis (en art af knopurt), Crambe steveniana (en art af strandkål), Dianthus pallens (en art af nellike), Galanthus plicatus (en art af vintergæk), Genista albida (en art af visse), græsk kejserlys, Helianthemum canum (en art af soløje), knoldet løvehale, kransskærmaks, mispel, rød hestehov, skovskræppe, sværdalant og Trigonella cretacea (en art af bukkehorn)

## Frygtet plante
Arten er frygtet af landmænd og hesteavlere, da alle dele af den er giftige på grund af de leverskadelige pyrrolizidinalkaloider. Alkaloiderne er stabile, og nedbrydes derfor ikke ved fremstilling af hø eller ensilage, hvor husdyr ikke kan undgå at æde planten. I frisk tilstand undgår dyr normalt planten, da den smager bittert.

## Foderplante
Engbrandbæger er foderplante for ca. 40 insekter, blandt andet for Blodplet.
| Portal | Portal:Botanik |

## Note
1. ↑  Alexey P. Seregin og Elena G. Suslova: Contribution to the vascular plant flora of the Utrish area, a relic sub-Mediterranean ecosystem of the Russian Black Sea Coast (Webside ikke længere tilgængelig) (engelsk)
2. ↑  "Brandbæger | Giftig for heste | Forgiftning | Symptomer". www.netdyredoktor.dk.
3. ↑  Giftige planter: Tørre brandbæger er gift for heste hentet 25. juli 2021
4. ↑  Eng-brandbæger Arkiveret 13. august 2020 hos  Wayback Machine hentet 31. juli 2020